# Peggy Michel
Pour les articles homonymes, voir Michel.
Margaret « Peggy » Michel, née le 2 février 1949 à Santa Monica, Californie, est une joueuse de tennis américaine, professionnelle de la fin des années 1960 à 1977. 

## Biographie
Spécialiste de double dames, elle a notamment remporté trois titres du Grand Chelem aux côtés d'Evonne Goolagong : l'Open d'Australie 1974 et 1975 et Wimbledon 1974.